# Halecium fasciculatum
Halecium fasciculatum is een hydroïdpoliep uit de familie Haleciidae. De poliep komt uit het geslacht Halecium. Halecium fasciculatum werd voor het eerst wetenschappelijk beschreven in 1938 door Charles McLean Fraser. 